# Grand Gascon Saintongeois
Grand Gascon Saintongeois – rasa psa, należąca do grupy psów gończych i posokowców, zaklasyfikowana do sekcji psów gończych. Podlega próbom pracy.

## Rys historyczny
Rasę utworzył w XIX wieku baron de Virelade w wyniku skrzyżowania gascon bleu i ariégeois.

## Wygląd
Wokół głowy i na szyi luźne fałdy skóry. Na głowie bardzo wyraźny guz potyliczny. Uszy bardzo długie, obwisłe o kształcie stożka. Grzbiet długi i mocny. Nogi długie i proste.
Sierść jest cienka i krótka. 
Umaszczenie jest dwukolorowe, biało-czarne lub biało-złote, przy zdecydowanej przewadze bieli. Kolor czarny występuje na głowie i sięga do łopatek. Są też czarne drobne znaczenia na reszcie sierści.

## Użytkowość
Pies wykorzystywany do polowań na sarny. Poluje w sforze. 

## Popularność
Grand Gascon Saintongeois jest poza swoim krajem ojczystym nieznana.